# بحب السيما (فلم)
بحب السيما فيلم مصري من إنتاج عام 2004، من بطولة محمود حميدة وليلى علوي والطفل يوسف عثمان وهو من تأليف السيناريست هاني فوزي، وإخراج أسامة فوزي وإنتاج هاني جرجس فوزي. وهو فيلم غالب فيه الطابع الكوميدي وممثل الفيلم الرئيسي هو يوسف عثمان ويتكلم عن أب متعصب وزوجة لم تعد تتحمل سلوك زوجها فخانته مع فنان تشكيلي.

## قصة الفيلم
يتناول الفيلم حياة أسرة مسيحية مكونة من زوج أرثوذكسي قبطي متزمت دينيا وزوجة بروتستانتية وطفل وطفلة ويعرض المشكلات الاجتماعية التي تواجه هذه الأسرة بسبب رؤية الزوج «المتزمتة» للدين. وقد أثار هذا الفيلم عند عرضه ضجة كبيرة فقد قدم محامون ورجال دين مسيحيون دعوى قضائية للمطالبة بوقف عرض فيلم بحب السيما وذلك بسبب ما تضمنه من سخرية من العقيدة المسيحية.

## بطولة
- محمود حميدة
- ليلى علوي
- يوسف عثمان
- منة شلبي
- عايدة عبد العزيز
- زكي فطين عبد الوهاب
- إدوارد
- أحمد كمال
- رؤوف مصطفى
- نادية رفيق
- أحمد عقل
- شريف منير أداء صوتي الراوي

## الاستقبال النقدي
لاقى الفيلم ردود فعل إيجابية من النقاد حيث يقول الكاتب في أسبوعية «صباح الخير» عصام زكريا أن الفيلم يمكن أن «يفهم من خلال عدة مستويات» فمسار الأحداث الدرامية يمكن أن يشكل «نقدا لاذعا لتزمت الأصولية الدينية القبطية إلى جانب التزمت السلطوي في الاسرة التي يمثلها الاب وايضا استبداد السلطة السياسية».
ويرى الناقد في أسبوعية «روز اليوسف» طارق الشناوي أن «السيناريو الذي كتبه هاني فوزي جاء سلسا وواقعيا وجميلا إلى جانب المخرج أسامة الذي صنع حالة من البهجة والمتعة التي لا تخلو من العمق على مستوى الفكر والصورة السينمائية».

## روابط خارجية
- مقالات تستعمل روابط فنية بلا صلة مع ويكي بيانات